# Felidae (film)
Pour l’article homonyme, voir Felidae.
Pour plus de détails, voir Fiche technique et Distribution.
Felidae est un film d'animation allemand destiné à un public adulte sorti en 1994, réalisé par Michael Schaack. Il est inspiré d'un roman de Akif Pirinçci du même nom, paru en 1989. 
L'histoire se concentre sur le chat Francis et l'enquête qu'il mène sur les meurtres de félins qui ont lieu dans son nouveau quartier. Atypique par son ambiance sombre, la violence de certaines scènes et la représentation de la sexualité entre animaux, le film emprunte aux genres du film noir et du film d'horreur, et aborde des thèmes comme la mort, l'évolution, l'eugénisme et la reproduction comme outil de construction d'une race pure.
Le film est écrit par Martin Kluger, Stefaan Schieder et Akif Pirinçci, et produit par Trickompany. Ulrich Tukur, Mario Adorf et Klaus Maria Brandauer prêtent leurs voix aux personnages dans la version originale.

## Synopsis
Francis, un chat bicolore intelligent et occasionnellement cynique, déménage dans une maison sombre et délabrée avec son propriétaire Gustav Löbel, un écrivain de romances et archéologue de formation. Le dernier étage de la maison dégage une odeur mystérieuse, évoquant des produits chimiques. Au cours de la visite exploratoire de Francis dans la maison, il découvre le corps d'un chat tué par une morsure au cou. Sur la scène du crime, il rencontre et se lie d'amitié avec Barbe Bleue, un Maine coon moqueur, grossier, borgne et mutilé.
Francis découvre bientôt un deuxième corps, et, dissimulé, constate que le dernier étage de sa maison est le lieu de rencontre d'une secte de chats dirigée par Joker ; les membres de la secte adorent une entité nommée Claudandus et pratiquent un suicide rituel par électrocution. Lorsque les membres de la secte découvrent que Francis les observe, ils le poursuivent à travers les toits de la ville. Francis s'échappe par une lucarne et rencontre une chatte aveugle, Félicité, qui lui fournit des informations sur la secte Claudandus. Le lendemain, Barbe Bleue emmène Francis chez Pascal, un chat âgé au fait de la technologie. Pascal documente méticuleusement les décès félins de la région. Francis apprend, incrédule, que Félicité est la victime la plus récente de la liste et ne peut que constater son décès. Cette nuit-là, Francis est hanté par un cauchemar dans lequel le moine et généticien Gregor Mendel lui soumet des énigmes et des pistes pour comprendre l'origine ces meurtres, dans une scène d'horreur où des cadavres de chats s'agitent comme des marionnettes.
Lors d'une chasse aux rongeurs, Francis découvre un enregistrement vidéo qui documente l'utilisation passée du dernier étage comme laboratoire expérimental ; ce laboratoire était consacré à la recherche et au développement d'une colle de fibrine et d'un adhésif tissulaire qui referme les plaies en un instant. Les sujets testés étaient en grande partie des chats errants qui, le plus souvent, sont morts à l'agonie à la suite des échecs des tests. Le chat qui a survécu aux expériences a été baptisé par les techniciens du laboratoire Claudandus, un nom latin signifiant « Celui qui devrait ou doit être refermé ». Claudandus va assassiner le technicien en chef du projet, le Dr. Preterius, permettant la fuite des autres chats errants et la fermeture du laboratoire. Claudandus accède alors à un statut de martyr légendaire, vénéré par la secte moderne.
François retrouve peu à peu les chats qui descendent des animaux impliqués dans les expériences. Il comprend que Pascal est en fait Claudandus. Après le meurtre de Preterius par Claudandus, il a été recueilli par l'ancien assistant de Preterius Ziebold et s'est éduqué aux lois de l'hérédité élaborées par Mendel. Il y a vu une opportunité de créer une race de chat qui correspondrait à l'ancêtre primordial de tous les chats domestiques et serait capable d'anéantir l'humanité. Les chats assassinés, dont Joker qui a accepté en conscience d'être tué pour ne pas risquer de compromettre le projet de Claudandus, ont été jugés indignes de se reproduire avec les femelles pures que Claudandus avait conçues. Claudandus est également en phase terminale d'un cancer de l'estomac, ce qui menace plus encore l'accomplissement de son projet. Il considère Francis comme un successeur idéal, mais Francis, défiant l'ambition de Claudandus, refuse ce rôle et tente de supprimer les données que Claudandus avait recueillies. Le combat qui s'ensuit entre les deux déclenche un incendie ; la lutte se termine lorsque Francis éviscère Claudandus, abandonnant son corps aux flammes. Francis, affaibli, s'échappe en sauvant avec lui Barbe Bleue, blessé.
Francis conclut l'histoire en affirmant sa foi en la possibilité pour les animaux et les humains de vivre ensemble.

## Fiche technique
- Titre : Felidae
- Réalisation : Michael Schaack
- Scénario : Martin Kluger, Stefaan Schieder et Akif Pirinçci, d'après la pièce de roman Felidae de Akif Pirinçci
- Musique : Anne Dudley[1]
- Production : Hanno Huth
- Société de distribution : Senator Film, Trickompany, Fontana Filmproduktion
- Budget : 10 000 000 $
- Langue : allemand
- Genre : Film d’animation, Film de mystère, Film d'horreur
- Durée : 78 minutes[2]
- Dates de sortie :
  - Allemagne : 3 novembre 1994
  - France : 3 juin 2008

- Film interdit aux moins de 12 ans

## Distribution

### Voix originales
- Ulrich Tukur : Francis
- Mario Adorf : Barbe-Bleue
- Klaus Maria Brandauer : Pascal/Claudandus
- Helge Schneider : Jesaja
- Wolfgang Hess : Kong
- Gerhard Garbers : Preterius
- Ulrich Wildgruber : Joker
- Mona Seefried : Félicité
- Manfred Steffen : Gus
- Uwe Ochsenknecht : Archie
- Michaela Amler : Nhozemphtekh
- Christian Schneller : Gregor Johann Mendel
- Tobias Lelle : Hermann 1
- Frank Roth : Hermann 2
- Alexandra Ludwig : Pepeline

### Voix françaises
- Patrick Poivey : Francis
- Patrick Messe : Barbe Bleue
- Bernard Alane : Pascal/Claudandus
- Jacques Ciron : Jesaja
- Benoît Allemane : Kong
- Philippe Dumat : Joker
- Déborah Perret : Félicité
- Pascal Renwick : Preterius
- Patrick Borg : Gus
- Thierry Murzeau : Gregor Johann Mendel
- Serge Faliu : Hermann 1
- Damien Boisseau : Hermann 2

### Voix anglaises
- Cary Elwes: Francis
- Michael Madsen: Barbe Bleue
- Christopher Lloyd: Pascal/Claudandus
- Arthur Malet: Jesaja
- J.K. Simmons: Kong
- John Hurt: Preterius
- Burt Reynolds: Joker
- Kath Soucie: Félicité
- Bill Fagerbakke: Gus
- Elizabeth Daily: Nhozemphtekh
- Rick Jones: Gregor Johann Mendel

## Bande originale
La bande originale du film sort en 1994 en CD.

## Critiques
Le film a reçu un score de 83 % d'avis favorables sur Rottentomatoes